# Limonium grosii
Limonium grosii är en triftväxtart som beskrevs av L.Llorens. Limonium grosii ingår i släktet rispar, och familjen triftväxter. Inga underarter finns listade i Catalogue of Life.